# Millnatzenklamm-Klettersteig

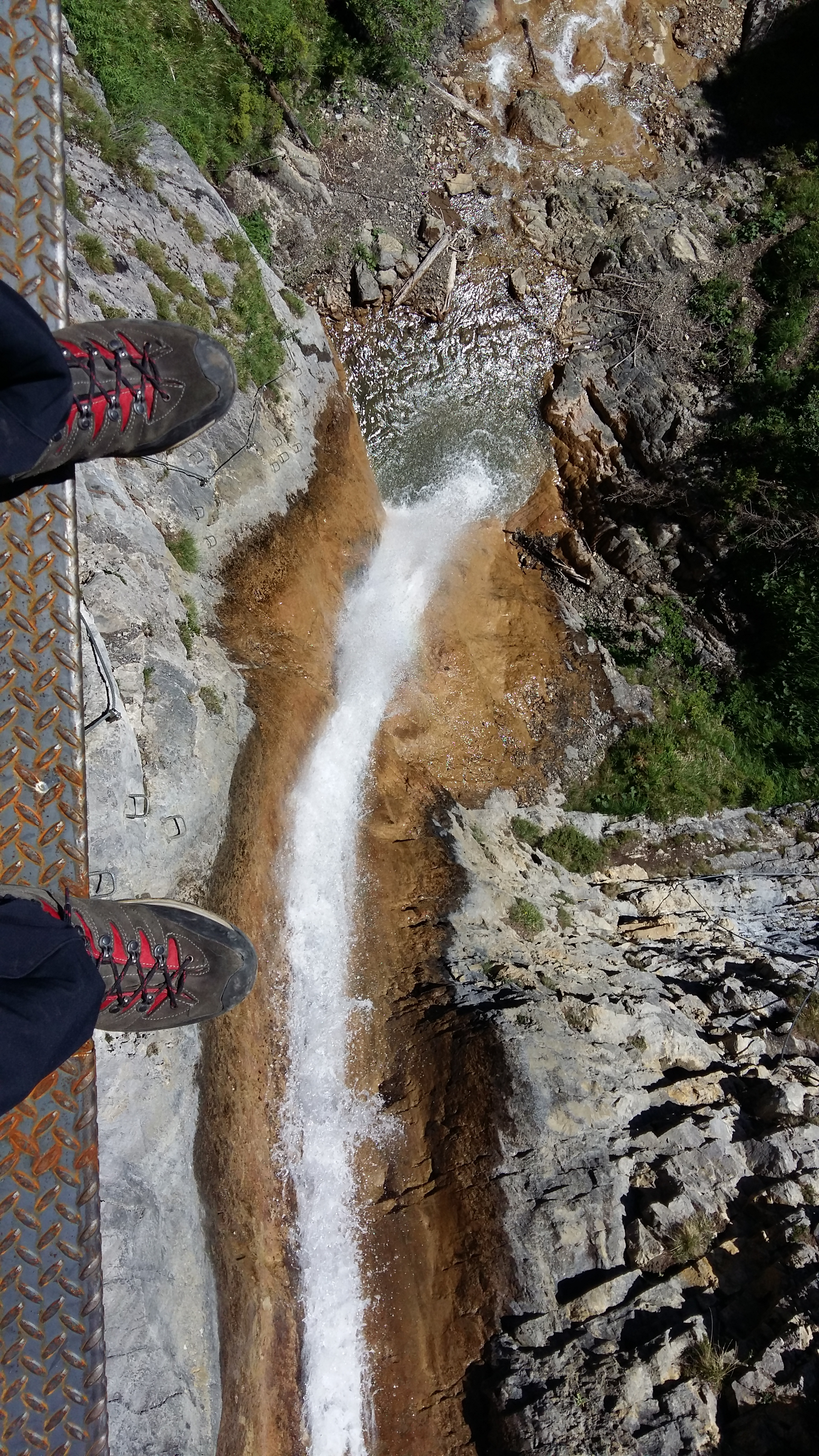
Blick von der 2017 errichteten Jausenbank in die Tiefe des ersten Wasserfalls

Der Millnatzenklamm-Klettersteig ist ein Klettersteig leichter und mittlerer Schwierigkeitsstufe B/C im Gemeindegebiet von Lesachtal, Bezirk Hermagor, Kärnten, Österreich.
Das Magazin Bergwelten kürte den Klettersteig 2017 zu einem der sieben empfehlenswertesten in den Alpen für Einsteiger und Anfänger.

## Lage und Verlauf
Der Klettersteig befindet sich im Areal der „Abenteuer- und Walderlebniswelt Lesachtal“, in der Millnatzenklamm der Ortschaft Ladstatt, Gemeindegebiet von Lesachtal. Erreicht wird er über die Gailtal Straße (B 111). In Klebas die Abzweigung nach Norden nehmen und durch Tscheltsch nach Ladstatt auf den Parkplatz der Abenteuer- und Walderlebniswelt (anfangs schmale Asphaltstraße bis Ladstatt, dann ca. 400 m z. T. steile Schotterstraße; eventuell Parkgebühr). Anschließend den Beschilderungen zum Einstieg folgen. Gebaut wurde der Klettersteig von Go-Vertical, im Auftrag des Tourismusvereins Liesing und kostete rund 30.000 Euro. Finanziert wurde er von der Gemeinde Lesachtal und dem Alpenverein. Im Juni 2011 folgte die Eröffnung.
Der nach Süden ausgerichtete Klettersteig führt entlang des Bachverlaufs über rund 300 Höhenmeter und kann, je nach Erfahrung und Schnelligkeit, in 30 bis 90 Minuten abgeschlossen werden. Über die linke Bachwand (A/B), geht es zum ersten Wasserfall. Hier kann entschieden werden, ob man dem Normalweg über den Bach und entlang der mit Bügeln versicherten rechten Wand („Via Aqua Vertical“ – B/C) emporsteigt, oder sich für die schwierigere, seit Juni 2013 bestehende linke Wandpassage entscheidet („Steinbeisser“ – C/D). An der Kopfzone des Wasserfalls wurde 2017 eine Jausenbank direkt an der Felswand montiert und erlaubt einen luftigen Tiefblick.
Nach dem Wasserfall queren die Normalweggeher über eine Seilbrücke wieder auf das linke Ufer. Dort geht es entlang der Bachwand (A) zur zweiten Seilbrücke, die an den Mittelfelsen eines Doppelwasserfalls führt (B). Über eine Bachquerung wieder an die linke Uferwand und über ausgesetztes Gehgelände zum dritten Wasserfall („Gischt-Dusche“ – B/C), der im Nahbereich erklettert wird.
Nach einer letzten Uferwandpassage (A), geht es über den vierten Wasserfall („Lumfall“ – B) zum Ausstieg an der linken Seite. Entlang dem Trampelpfad und den rot-weißen Markierungen an Felsen und Bäumen folgend, gelangt man auf den Forstweg und über diesen zurück in die Abenteuer- und Walderlebniswelt.

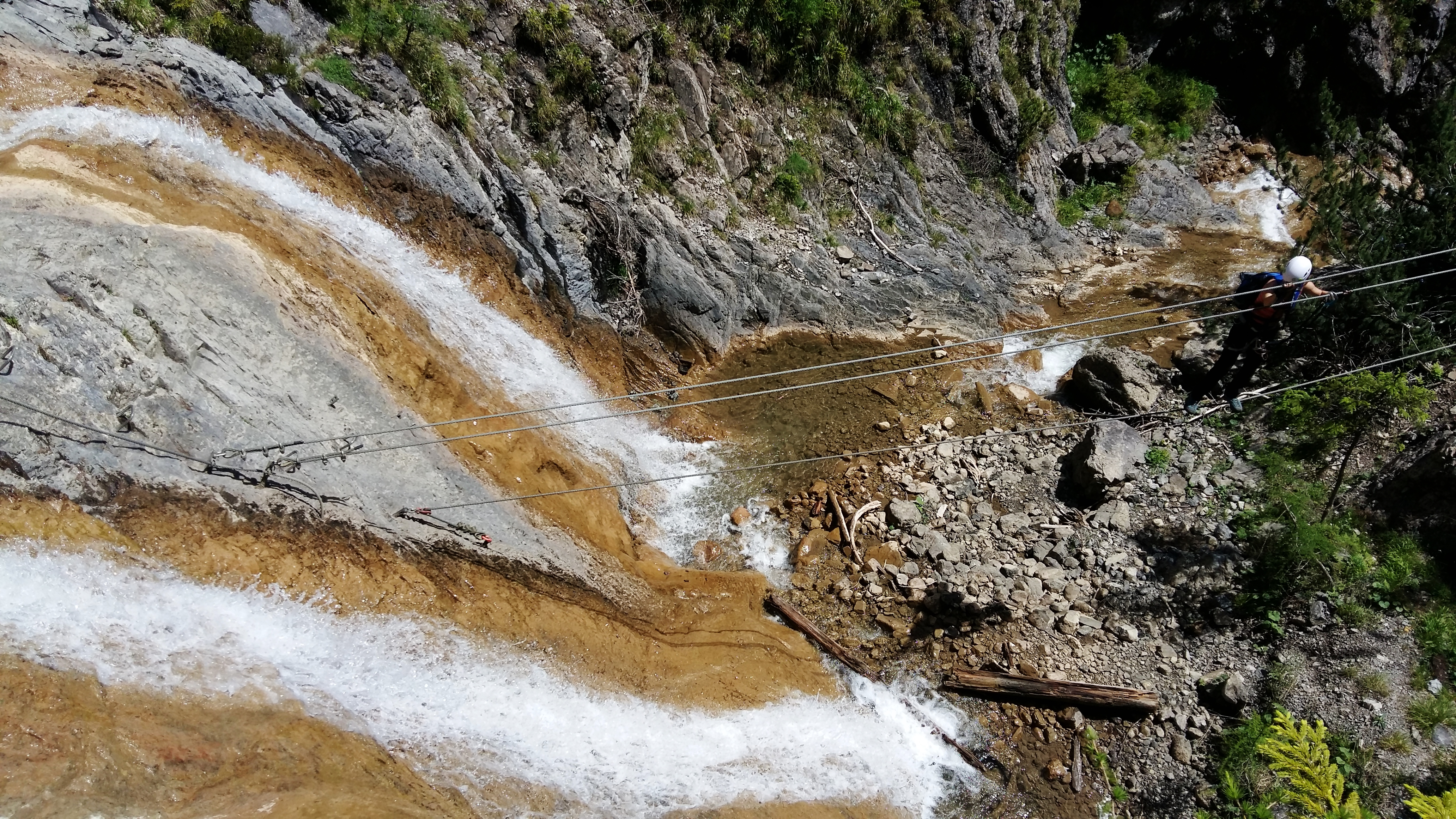
Seilbrücke zum Doppelwasserfall